# Tretki
Tretki – wieś w Polsce położona w województwie łódzkim, w powiecie kutnowskim, w gminie Żychlin.
| SIMC    | Nazwa       | Rodzaj    |
| ------- | ----------- | --------- |
| 0580569 | Dzwonków    | część wsi |
| 0580575 | Stanisławów | część wsi |

W latach 1975–1998 miejscowość administracyjnie należała do województwa płockiego.

## Historia
Miejscowość wielokrotnie odwiedzana przez Oskara Kolberga u rodziny Czajkowskich - w 1838, 1839, 1840, 1841 i 1847.